# Hans H. Stühmer
Hans H. Stühmer (* 1940) ist ein deutscher Ingenieur, Gesteins- und Fossiliensammler und Hobby-Archäologe auf Helgoland.
Er kam 1967 nach Helgoland. Hauptberuflich war er 38 Jahre lang Leiter des Außenbezirks Helgoland des Wasserstraßen- und Schifffahrtsamts Tönning. Er war ab 2002 Kreistagsabgeordneter von Helgoland (Kreis Pinneberg) und ist Naturschutzbeauftragter für Helgoland.
2001 erhielt er den Friedrich-von-Alberti-Preis für seine Verdienste um die nachhaltige Aufsammlung von Fossilien und Gesteinen der Insel Helgoland und ihre Dokumentation und wissenschaftliche Bearbeitung sowie um seinen Einsatz für Natur und Umwelt Helgolands (Laudatio).
Er hat 25 neue fossile Tierarten entdeckt und 30 auf Helgoland erstmals nachgewiesen. Seine Funde von Ammoniten fand er teilweise bei Tauchgängen.  Cephalosporium stuehmeri ist nach ihm benannt. Neben Fossilien sammelt er auch Bernstein und den nur auf Helgoland vorkommenden roten Flint. Teile seiner Sammlung sind im Helgoländer Museum in der Nordseehalle ausgestellt.

## Schriften
- Zusammen mit Christian Spaeth, Friedrich Schmid: Fossilien Helgolands. Teil 1: Trias und Unterkreide (1982), Teil 2: Oberkreide (1986). 2 Teile. Niederelbe-Verlag, Otterndorf.
- Die Helgoländer Kreideklippen bei Extrem-Niedrigwasser: Eine Dokumentation. Geologisches Jahrbuch, A 120 (1991), S. 63–67.